# Pobjeda (album)
Pobjeda je četvrti studijski album rock sastava Hladno pivo. Sastav je objavio album godine 1999. pod vlastitom nezavisnom etiketom Gajba Records u suradnji s diskografskom kućom Dancing Bear. Najpoznatije pjesme s albuma su "Politika" i "Bačkizagre stuhpa šeja". U ukupnoj diskografiji Hladnog piva ovaj album predstavlja najveći pomak prema pop rock stilu.

## O albumu
Snimanje albuma odvijalo se u studiju kod Janka Mlinarića. Zvuk albuma obogatili su Milko Kiš klavijaturama te Stipe Mađor-Božinović trubom, koji su na ovom albumu sudjelovali samo kao gosti. Tek na idućem albumu Šamar,  Mađor-Božinović postaje punopravni član sastava. Skladba »Bačkizagre stuhpa šeja« je u cijelosti otpjevana u šatrovačkom žargonu.
Album je godine 2007. reizdao Menart Records s dodatnim sadržajem. Na ovom CD-u se nalaze dva spota za pjesmu »Bačkizagre stuhpa šeja« i »Politika«. Dodane su i ranije neobjavljene inačice pjesama s albuma. Tako je objavljen miks pjesme »Maderfakersi«, kao i studijska proba pjesme »Politika«, kao i nova "skladba" »Zločesta hladno pivo djeca«. Ustvari se radi o studijskoj zezalici u kojoj glazbenici pričaju i pjevaju turbofolk skladbe bez glazbene pratnje.

## Popis pjesama
1. "Kad ti život udahnem" - 4:10
2. "Svi smo ga mi voljeli" - 2:49
3. "Debeli" - 1:42
4. "Sastanak u parku" - 3:11
5. "Šef gradilišta" - 3:58
6. "Pijan" - 3:22
7. "Trijezan" - 0:42
8. "Politika" - 3:26
9. "Aleksandar veliki" - 2:08
10. "Bačkizagre stuhpa šeja" - 3:00
11. "Svirka" - 1:55
12. "Nije sve ni u pari" - 2:16
13. "Maderfakersi" - 3:33
14. "Motor" - 2:51

## Izvođači
- Milan Kekin - Mile (vokal)
- Zoran Subošić - Zoki (gitara)
- Mladen Subošić - Suba (bubnjevi)
- Krešimir Šokec - Šoki (bas-gitara)
- Milko Kiš - Deda (klavijature)
- Stipe Mađor-Božinović (truba)